# Cascades (Burkina Faso)
Cascades er en af Burkina Fasos 13 regioner. Den blev oprettet den 2. juli 2001, og havde en befolkning på 524.956 i 2006. Den er Burkina Fasos mindst folkerige region, og indeholder 3,8 % af landets samlede indbyggere. Regionshovedstaden er Banfora. To provinser, Comoé og Léraba, ligger i Cascades.